# Paula Vogel
Paula Anne Vogel (ur. 16 listopada 1951 w Waszyngtonie) – amerykańska dramatopisarka, laureatka Nagrody Pulitzera. Wyróżnienie otrzymała w 1998 r. za sztukę How I Learned to Drive.
Bakalaureat zrobiła na Catholic University of America w 1974 r. Bakalaureat z dramaturgii otrzymała na Cornell University w 1977 r. W tym samym roku debiutowała sztuką Meg. Wydała też sztukę The Baltimore Waltz, poświęconą bratu, który zmarł na AIDS w 1988 r.